# Henry Nevinson
Pour les articles homonymes, voir Nevinson.
Henry Woodd Nevinson (11 octobre 1856 - 9 novembre 1941) fut un correspondant de guerre anglais durant la seconde guerre des Boers et la Première Guerre mondiale. Il fut aussi un journaliste d'investigation qui a dénoncé le recours à l'esclavage dans les colonies portugaises en Afrique et commentateur politique. Il est le mari de Margaret Nevinson, écrivaine et militante suffragiste, puis d'Evelyn Sharp qu'il épouse en secondes noces après la mort de Margaret en 1933. Il est le père du peintre Christopher Nevinson. 

## Biographie
Henry Woodd Nevinson naît le 11 octobre 1856. Il étudie à la Shrewsbury School puis à Christ Church à Oxford. Là il est influencé par les idées de John Ruskin. Il part ensuite en Allemagne à Iéna pour y étudier la culture germanique. Il écrit son premier ouvrage en 1884, Herder and his Times, qui est l'une des premières études en anglais consacrée à Johann Gottfried Herder,. Dans les années 1880, il adhère aux idées socialistes, se lie d'amitié avec Pierre Kropotkine et Edward Carpenter et en 1889 il rejoint les rangs de la Fédération sociale démocratique, première organisation socialiste du Royaume-Uni.
En 1897 Nevinson devient le correspondant du Daily Chronicle durant la Guerre gréco-turque de 1897. Il couvre ensuite la seconde guerre des Boers  et enquête sur l'esclavage dans les colonies portugaise en Angola en 1904–1905. Féministe, il est un des membres fondateurs, en 1907, du Men's League for Women's Suffrage. En 1914 il cofonde la Friends' Ambulance Unit puis est reporter de guerre durant la Première Guerre mondiale. Il est blessé durant la bataille des Dardanelles.